# Метрополис (комикси)
Вижте пояснителната страница за други значения на Метрополис.
Град Метрополис (на английски: Metropolis) е измислен град, появяващ се в ДиСи Комикс и е най-известен като дом на Супермен. Метрополис се появява за пръв път в Action Comics бр. 16 през 1939 г.